# Condado de Smith (Kansas)
O Condado de Smith é um dos 105 condados do estado norte-americano do Kansas. A sede do condado é Smith Center, que é também a sua maior cidade. O condado possui uma área de 2322 km² (dos quais 3 km² estão cobertos por água), uma população de 3853 habitantes, e uma densidade populacional de 1,777 hab/km² (segundo o censo dos Estados Unidos de 2010). O condado foi fundado em 25 de agosto de 1855.
É neste condado que se situa o centro geográfico dos Estados Unidos contíguos ou Lower 48, i.e., os 48 estados contíguos.